# 5864 Montgolfier
5864 Montgolfier è un asteroide della fascia principale. Scoperto nel 1983, presenta un'orbita caratterizzata da un semiasse maggiore pari a 2,5559988 UA e da un'eccentricità di 0,3218539, inclinata di 8,25093° rispetto all'eclittica.